# Old Mutual Centre
L'Old Mutual Centre è un grattacielo di Durban in Sudafrica.

## Storia
I lavori di costruzione dell'edificio, iniziati nel 1993, furono terminati nel 1995.

## Descrizione
Il grattacielo, che conta 33 piani, raggiunge un'altezza di 137 metri, cosa che ne fa il quarto edificio più alto di Durban.